# Acanthomyops subglaber
Acanthomyops subglaber é uma espécie de inseto do gênero Acanthomyops, pertencente à família Formicidae.